# 大内義一 (物理学者)
大内 義一（おおうち ぎいち、1918年8月 - 2003年2月13日）は、日本の理論物理学者、物理学史学者。東北大学教授、岩手大学名誉教授。宮城県仙台市出身。妻は俳人・画家の大内迪子（おおうち みちこ）。

## 略歴
1918年、仙台市に生まれる。東北大学理学部教授中には、東北大学学友会航空部の部長を務めた。晩年はプロテスタントだった。2003年2月13日に仙台市青葉区の病院で死去。84歳没。

## 著書

### 共著
- 『新編自然科学概論』（本多修郎，永野為武との共著、理想社、1962年）[3]

### 訳書
- カール・ポパー『科学的発見の論理 上』（森博との共訳、恒星社厚生閣、1971年、ISBN 978-4769902546）
- カール・ポパー『科学的発見の論理 下』（森博との共訳、恒星社厚生閣、1972年7月、ISBN 978-4769902553）